# Ropstvo u Africi
Ropstvo u Africi bilo je povijesno rašireno, a nastavlja se i danas u nekim zemljama.
Sustavi ropstva bili su uobičajeni u dijelovima Afrike, kao što su bili u većini drevnog svijeta. U mnogim afričkim društvima u kojima je prevladavalo ropstvo, porobljeni ljudi nisu tretirani kao pokretna imovina, već su im dana određena prava u sustavu sličnom ropskom odnosu drugdje u svijetu. Kada je započela arapska trgovina robljem i atlantska trgovina robljem, mnogi lokalni sustavi roblja počeli su opskrbljivati zarobljenike za tržišta robljem izvan Afrike.
Ropstvo se prakticiralo u mnogim različitim oblicima kroz povijest u Africi: dužničko ropstvo, porobljavanje ratnih zarobljenika, vojno ropstvo, ropstvo prostitucije i kriminalno ropstvo prakticirali su se u raznim dijelovima Afrike. Ropstvo u kućne i dvorske svrhe bilo je rašireno diljem Afrike. Ropstvo na plantažama pojavilo se prvenstveno na istočnoj obali Afrike i u dijelovima zapadne Afrike. Važnost domaćeg plantažnog ropstva porasla je tijekom 19. stoljeća zbog ukidanja atlantske trgovine robljem. Mnoge afričke države ovisne o međunarodnoj trgovini robljem prebacile su svoja gospodarstva na legitimnu trgovinu temeljenu na robovskom radu.
Tijekom afričke povijesti postojali su brojni oblici ropstva koji su bili oblikovani praksom autohtonog ropstva, kao i rimskom institucijom ropstva (i kasnijim kršćanskim pogledima na ropstvo), islamskim institucijama ropstva kroz arapsku trgovinu robljem i konačno atlantskom trgovinom robljem. Ropstvo je stoljećima bilo dio ekonomske strukture afričkih društava, iako je opseg varirao. Ibn Batuta, koji je sredinom 14. stoljeća posjetio drevno kraljevstvo Mali, pripovijeda da su se lokalni stanovnici međusobno rangirali prema broju robova i slugu koje posjeduju, te da mu je dan dječak kao rob kao "dar gostoprimstvo". U podsaharskoj Africi robovlasnički odnosi često su bili složeni, s pravima i slobodama davanim porobljenim pojedincima i ograničenjima prodaje i rukovanja od strane njihovih gospodara. Mnoge zajednice imale su hijerarhije između različitih vrsta robova: na primjer, razlikovanje između onih rođenih u ropstvu i onih zarobljenih u ratu.